# Mounir Mahjoubi
Mounir Mahjoubi (ur. 1 marca 1984 w Paryżu) – francuski polityk i przedsiębiorca marokańskiego pochodzenia, parlamentarzysta, od 2017 do 2019 sekretarz stanu we francuskim rządzie.

## Życiorys
Absolwent prawa na Université Panthéon-Sorbonne oraz Instytutu Nauk Politycznych w Paryżu. W wieku 16 lat zaczął pracę w Club Internet, jednym z pierwszych francuskich dostawców usług internetowych. Później związany z różnymi przedsiębiorstwami z branży komunikacji i nowych technologii (m.in. z Betc Digital i własną agencją Mounir & Simon).
Był członkiem związku zawodowego CFDT i działaczem Partii Socjalistycznej. W 2012 brał aktywny udział w kampanii prezydenckiej François Hollande'a, odpowiadając za jego kampanię cyfrową. W lutym 2016 został przewodniczącym Państwowej Rady Cyfryzacji (CNNum). Ustąpił z tej funkcji w styczniu 2017, dołączając do En Marche! i kampanii prezydenckiej Emmanuela Macrona. W maju 2017, po jego zwycięstwie, w nowo utworzonym rządzie objął stanowisko sekretarza stanu do spraw gospodarki cyfrowej. W czerwcu 2017 uzyskał również mandat posła do Zgromadzenia Narodowego, następnie pozostał w składzie drugiego gabinetu Édouarda Philippe’a na dotychczasowej funkcji. Podczas rekonstrukcji z października 2018 zmieniono mu zakres obowiązków – został sekretarzem stanu przy ministrze gospodarki i finansów; zakończył urzędowanie w marcu 2019.